# (15673) Четаев
(15673) Четаев (лат. Chetaev) — астероид, относящийся к группе астероидов пересекающих орбиту Марса. Он был открыт 8 августа 1978 года советским астрономом Николаем Черных в Крымской обсерватории и назван в честь советского математика Николая Четаева.

Орбита астероида Четаев и его положение в Солнечной системе